# Miguel Serrano Fernández
Miguel Joaquín Diego del Carmen Serrano Fernández (Santiago, 10 de septiembre de 1917-Santiago, 28 de febrero de 2009), más conocido como Miguel Serrano, fue un diplomático, explorador, novelista y filósofo nazi chileno. Conocido ocultista, fue un abierto defensor del supremacismo blanco, promotor del nacionalismo blanco en Chile y negacionista tanto del Holocausto como de las violaciones a los derechos humanos cometidas por la dictadura de Pinochet. Durante la Segunda Guerra Mundial fue propagandista del Tercer Reich en Chile y adherente al Movimiento Nacional-Socialista local. Posteriormente devino en figura prominente del neonazismo a nivel mundial y el principal exponente del hitlerismo esotérico junto a Savitri Devi y Rudolf von Sebottendorf.
Nacido en una familia aristocrática chilena de ascendencia europea, Serrano quedó huérfano a temprana edad y fue criado por su abuela. Cursó sus estudios secundarios en emblemáticos liceos capitalinos, entre ellos el Internado Nacional Barros Arana (INBA), donde conoció a gran parte de lo que sería la "generación del 38", de la que también fue parte. En su adultez temprana fue un activista nazi y antisemita, manifestó sus ideas en la revista racista Nueva Edad, que editó solitariamente hasta enero de 1943.
Amigo y seguidor de Savitri Devi, Serrano también sostenía que Adolf Hitler era la encarnación de una divinidad, un salvador y guía de la raza aria en los tiempos de oscuridad o Kali Yuga. Estuvo convencido de que Hitler no murió en 1945 y que en cambio se refugió en la Antártica chilena, a la que él mismo viajó en 1948 junto a un grupo de exploradores contratados por el gobierno chileno. Trabajó como periodista por un corto tiempo en Europa, particularmente Suiza y Alemania, donde entabló amistad con Herman Hesse y Carl Jung; en 1965 escribiría su experiencia con ambos escritores.
En 1953 comenzó su carrera diplomática, siendo el primer embajador chileno en India. Durante este periodo estudió en profundidad el hinduismo y conoció a la primera ministra Indira Gandhi (con la cual se rumoreó un romance, nunca del todo confirmado). En 1963 fue trasladado a la embajada chilena en la República Federativa Socialista de Yugoslavia y en 1965 a la de Austria. En estos dos últimos lugares conoció a importantes figuras de la extrema derecha europea, entre ellos, Julius Evola, Ezra Pound. Léon Degrelle, Otto Skorzeny y Hanna Reitsch.
El presidente Salvador Allende lo retira de la diplomacia y decide volver a Suiza, en la que pasará una década y escribe sus obras más destacadas, entre ellas, Nietzsche y el eterno retorno (1974), El-ella (1972) y la primera parte de su trilogía hitlerista, El Cordón Dorado (1974). Vuelve a radicarse definitivamente en Chile durante la dictadura militar de Augusto Pinochet y se convierte un activo militante neonazi y opositor del régimen militar con el cual mantenía profundas diferencias ideológicas en lo político y económico, escribe Nacionalsocialismo: la única solución para los pueblos de América del Sur y termina su trilogía ocultista nazi.
En 2008 es galardonado con el Premio a la Trayectoria por la Universidad Mayor. En la actualidad es reconocido por el movimiento neonazi como el máximo exponente del hitlerismo esotérico después de Savitri Devi, incluso dentro del público que considera sus ideas como inverosímiles.

## Biografía

### Familia y ancestros
Miguel Joaquín Diego del Carmen Serrano Fernández nació el 10 de septiembre de 1917. El origen de su familia se remonta a la época del Imperio Español en Chile. Su padre desciende del español Juan García Serrano, que se asentó en el Reino de Chile en 1741, y su madre del noble hispano José Esteban Fernández de Muras y Maceda, proveniente de Galicia, que llegó a Chile a fines del siglo XVIII. También es pariente por parte de madre, de las condesas de Sierra Bella.
Entre sus antepasados directos destacan dos jefes de Estado y Gobierno del Chile colonial y varios diputados de la República, algunos de ellos son:
- José de Santiago Concha, I marqués de Casa Concha y gobernador real del Reino de Chile (pentabuelo).
- José de Santiago Concha Jiménez Lobatón, V marqués de Casa Concha y gobernador real (interino) del Reino de Chile (trastatarabuelo).
- Francisco Hernández Ortiz Pizarro, conquistador español y gobernador de Chiloé (eneabuelo).
- Joaquín Fernández Blanco, diputado de la república (abuelo).

### Primeros años
Su madre, Berta Fernández Fernández, murió cuando Serrano tenía cinco años, mientras que su padre, Diego Serrano Manterola, murió tres años después. Tenía dos hermanos menores y una hermana, quienes fueron criados por su abuela paterna, Fresia Manterola de Serrano. Se mudaron primero a una casa en el centro Santiago, y luego a una mansión rural del siglo XVII en el valle de Claro.
Cursó sus estudios secundarios en el Colegio de los Sagrados Corazones de Santiago (1927-1928), Instituto de Humanidades Luis Campino (1929-1930), Internado Nacional Barros Arana (1930-1933) y el Liceo Valentín Letelier de Santiago (1933-1935), todos de gran prestigio, y sin embargo, decidió no asistir a la universidad. En su adolescencia descubrió su pasión por la escritura, y su continuo desplazamiento por establecimientos de gran renombre lo llevó a conocer a quienes serían miembros de la generación del 38.
Empezó a frecuentar en esa época en distintos grupos intelectuales que se reunían en el barrio San Diego, en el club "La Miss Universo" con la que frecuentemente se reunía con personalidades como Guillermo Atías, Santiago del Campo, Julio Molina Müller y Héctor Barreto. La muerte de su amigo Hector Bareto (18), poeta y militante socialista, en una pelea callejera con tropas del Movimiento Nacional-Socialista de Chile, hizo que el y su amigo Guillermo Atías empezaran a simpatizar con el marxismo. Escribió para algunas revistas socialistas de la época: Sobre la marcha -que dirigía Blanca Luz Brum-, La Hora y Frente Popular. Su tío Vicente Huidobro, lo insta a unirse al bando republicano de la guerra civil española, pero decide quedarse en Chile.

### Nazismo y ocultismo

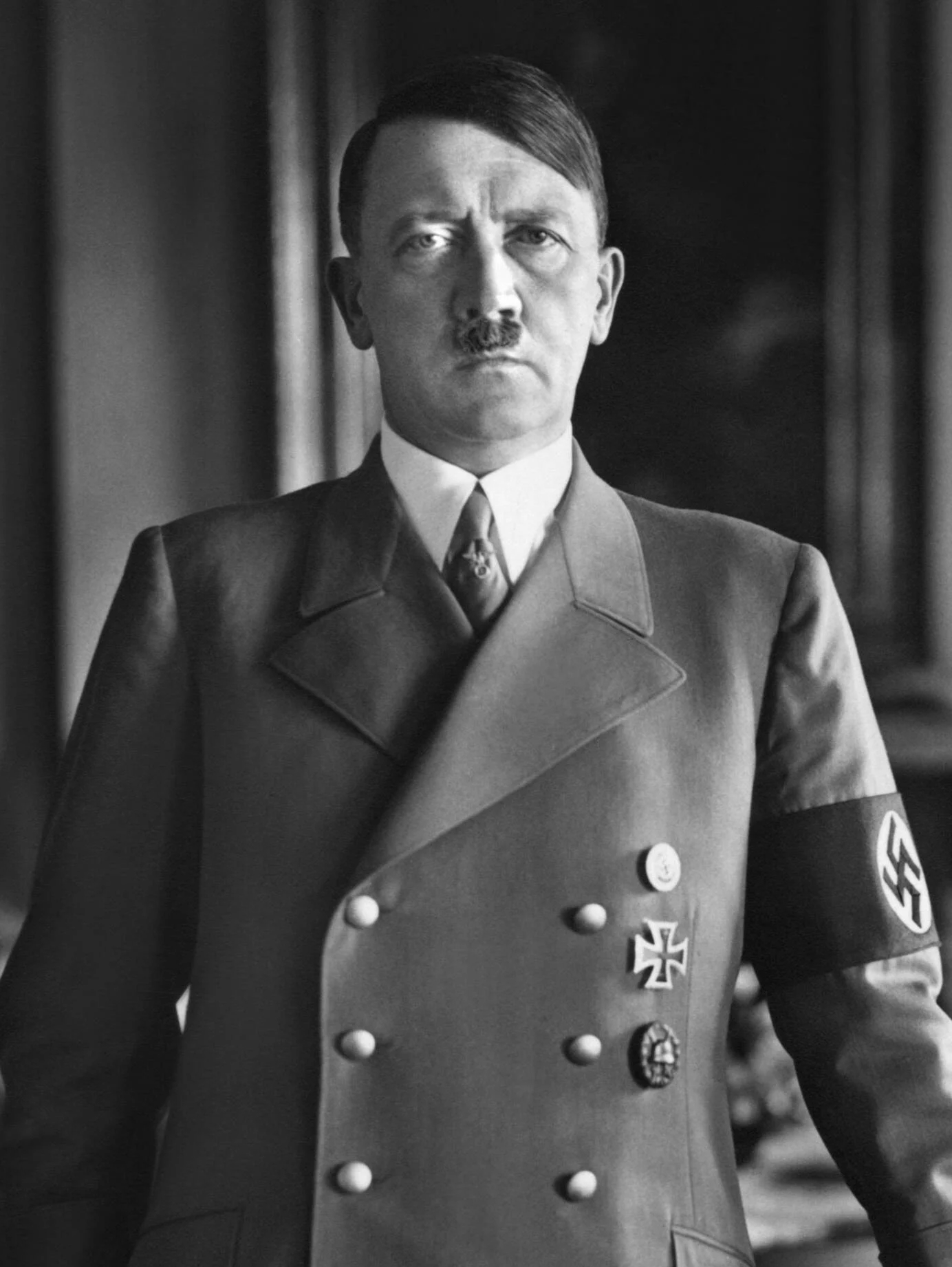
Serrano admiraba a Hitler, y se convenció de que no murió en 1945, sino que vivió en la Antártica chilena luego de su derrota en la Segunda Guerra Mundial.

Serrano, que se había desilusionado del socialismo, comienza a acercarse al nacionalsocialismo luego de la masacre del Seguro Obrero en 1938. A fines de ese mismo año comienza a escribir para la revista del Movimiento Nacional-Socialista de Chile (MNSCh), Trabajo, y siguió de forma presencial las múltiples giras por Chile que realizó el líder nazi, Jorge González von Marées.
Al estallar la Segunda Guerra Mundial, Chile se declara neutral, y en 1941, a los 23 años de edad, comienza a publicar Nueva Edad,  una revista pronazi de frecuencia quincenal cuyo primer número se publicó en julio de 1941. Entre los colaboradores habituales de la revista se encuentran el periodista René Arriagada, el general Francisco Javier Díaz Valderrama y Hugo Gallo, quien fue el agregado cultural de la Embajada de Italia.
Pese a su desinterés inicial hacia las posturas antisemitas del nazismo, comenzó poco a poco a leer las teorías conspiranoicas sobre los judíos dominando el mundo en la oscuridad. Dos artistas chilenos le regalaron una copia del libelo Protocolos de los Sabios de Sion, para el historiador Dr. Nicholas Goodrick-Clarke, este acontecimiento es el punto en se volcó hacia un nazismo y antisemitismo extremo. Desde noviembre de 1941 comienza a publicar extractos de los protocolos en su revista. Por estas razones quiso viajar a Alemania para unirse al frente de combate pero no pudo por el nacimiento de su primer hijo y por la sugerencia de sus amigos alemanes.

... desde que a los 19 años descubrí el nacionalsocialismo, se me reveló una realidad horrible: los intentos de organizaciones de inteligencia por infliltrarse y destruir las ideologías.
Serrano en El Mercurio (1999).

Serrano también desarrolló un interés en formas de práctica religiosa o espiritual, incluyendo tanto el esoterismo occidental como el hinduismo. A finales de 1941, Gallo sugirió que Serrano podría apoyar el esfuerzo de guerra alemán e italiano no solo a través de sus publicaciones, sino también en los planos interiores etéricos, presentándole una orden esotérica que simpatiza con el nazismo. Más tarde, Serrano afirmó que esta orden había sido fundada a principios del siglo XX por un inmigrante alemán conocido como "FK". Serrano se inició en el grupo en febrero de 1942.
FK afirmó que el grupo debía su lealtad a un brahmín secreto del elite que residía en el Himalaya. Practica el yoga kundalini combinado con magia ceremonial y expresa una posición pro nazi. Adoptaba una creencia en un cuerpo astral que podía ser despertado a través de varios rituales y prácticas meditativas. El grupo veneró al líder alemán nazi Adolf Hitler como el salvador de una raza aria y lo presentó como un shudibudishvabhaba, un iniciado de inmensa fuerza de voluntad que se había encarnado voluntariamente en la Tierra para ayudar en el derrocamiento del Kali Yuga, una edad oscura presente para la humanidad. FK afirmó que a través de la dimensión astral, pudo establecer una conexión con Hitler, durante la cual tuvieron varias conversaciones.
Cuando la Segunda Guerra Mundial terminó en derrota para la Alemania nazi en 1945, Serrano estuvo convencido de que Hitler no se había suicidado en Berlín como afirmaban los aliados victoriosos. En cambio, creyó que Hitler había escapado y vivía en la Antártida, ya sea en un ambiente cálido y aislado en el continente o debajo de la capa de hielo. Esta idea le había sido sugerida por FK, quien afirmó que se mantuvo en contacto astral con Hitler, pero también se rumoreaba ampliamente en la prensa latinoamericana. En 1947, el libro de Ladislao Szabó, Hitler está vivo, había sido publicado, ejerciendo una influencia en Serrano. El libro de Szabó alegaba que un convoy de submarinos había llevado a Hitler a un lugar seguro. En 1947-1948, viajó a la Antártida como periodista del Ejército de Chile, durante estos viajes empezó a conocer la obra del psicoanalista Carl Jung el cual influjo notablemente en su interpretación del esoterismo. En 1948, escribió su propio libro corto, La Antártica y otros Mitos, que repetía las afirmaciones de Szabó sobre la supervivencia de Hitler-
En 1951, viajó a Europa como periodista internacional de Zig-Zag y El Mercurio en Francia. En Alemania visitó varios sitios asociados con el Partido Nazi, incluido el búnker de Berlín de Hitler, la casa de Berghof de Hitler y la prisión de Spandau , donde fueron encarcelados luego Rudolf Hess y otros nazis famosos. Durante este viaje también visitó Suiza, donde conoció y se hizo amigo del escritor Hermann Hesse y el psicoanalista Carl Jung con los cuales se mantendrían en contacto hasta sus lechos de muerte.

### Carrera diplomática

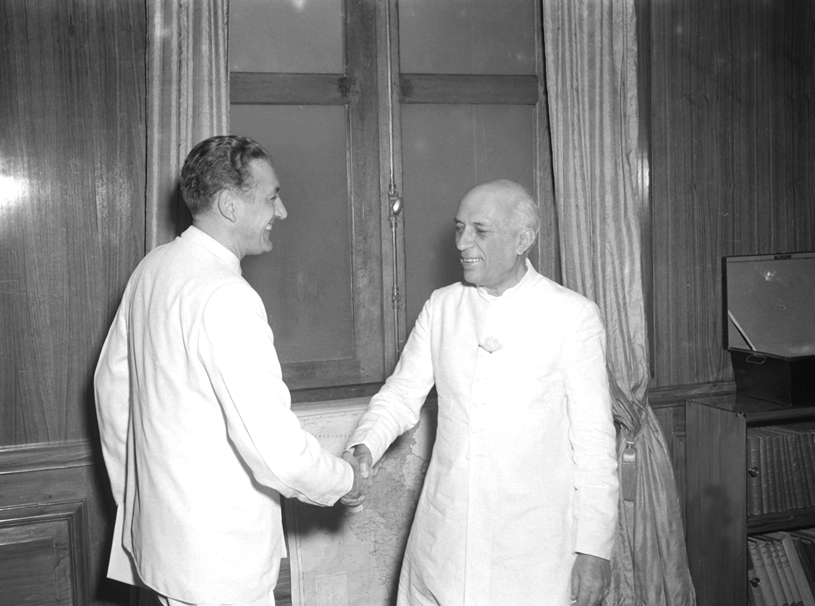
Miguel Serrano (como embajador chileno en la India) y el primer ministro Jawaharlal Nehru en mayo de 1957.

En 1953, Serrano, siguiendo a otros miembros de la familia, se unió al cuerpo diplomático de Chile. Esperaba obtener un puesto en la India, una tierra que consideraba una fuente de grandes verdades espirituales. Tuvo éxito en esto, y permaneció en la India hasta 1962. En este período, visitó muchos templos hindúes y buscó pruebas de la orden brahmánica secreta en la que FK había alegado iniciación. En su papel como diplomático, conoció a varias figuras prominentes, entre ellas Jawaharlal Nehru, Indira Gandhi -con quien mantuvo una relación amorosa las cuales que traerían problemas en Chile- y el 14.º Dalái lama. Mientras estuvo en la India escribió y publicó dos libros: Las Visitas de la Reina de Saba (1960), que tuvo un prefacio de Jung, y La serpiente del paraíso (1963), que trata sobre sus experiencias en el país. Serrano mantuvo ávida correspondencia con Jung entre 1957 y 1961. En 1965, se publicó su libro, El círculo hermético, que describe su amistad con Hesse y Jung.
Pronuncia un discurso sobre India en 1957 en la Universidad de Chile en el Día de la India y en 1962 dicta dos conferencias en la VII Escuela Internacional de Verano de la Universidad de Concepción: «La patria mística. La transfiguración del paisaje».
Dejando India, de 1962 a 1964, fue nombrado embajador de Chile en la Yugoslavia socialista. De 1964 a 1970 se desempeñó como embajador en Austria, época en que vivió Viena. Durante la última publicación, también representó a Chile en el Organismo Internacional de Energía Atómica y la Organización de las Naciones Unidas para el Desarrollo Industrial, ambos con sede en Viena. Mientras estuvo en Europa, buscó a varios individuos vinculados al nazismo y a la extrema derecha en general; estas incluyeron visitas al cofundador de Ahnenerbe, Herman Wirth, el diseñador y ocultista Wilhelm Landig, el poeta Ezra Pound y el pensador tradicionalista Julius Evola. Estableció amistades con varias personas involucradas en el antiguo movimiento nazi, entre ellas Léon Degrelle, Otto Skorzeny, Hans-Ulrich Rudel, Marc "Saint-Loup" Augier y Hanna Reitsch. También discutió temas con el pseudocientífico y teórico de los antiguos astronautas, Robert Charroux.. En 1970 viajó a la Universidad de Columbia para una conferencia que también realiza en Santiago.
En la elección presidencial de Chile de 1970, el socialista Salvador Allende fue elegido presidente. Más tarde ese año, Serrano fue retirado del servicio diplomático del país. En lugar de regresar a Chile, se mudó a Suiza y alquiló un apartamento en la Casa Camuzzi, donde Hesse había vivido desde 1912 hasta 1931, en Montagnola, en el Ticino suizo.

### Regreso a Chile y activismo nazi

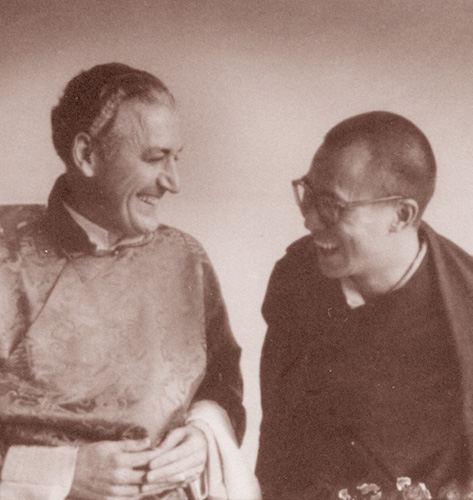
Miguel Serrano y el decimocuarto Dalái lama Tenzin Gyatso en junio de 1959.

En 1973 realizó una seguidilla de lecturas de su texto «Nietzsche y el eterno retorno»: en el Salón de Honor de la Universidad Católica, en el Instituto de Cultura Hispánica de Madrid, en el Instituto Catalán de Cultura Hispánica de Barcelona y en el Seminario Castalia II que tuvo lugar en Montagnola. También dicta la lección magistral «En torno a Nietzsche» en el acto de clausura del curso 1972-1973 del Colegio Mayor Universitario San Francisco Javier de la Universidad Complutense de Madrid.
La pérdida de su posición diplomática, junto con el establecimiento de un gobierno socialista en Chile, llevó a Serrano a revivir el interés por el nazismo. Comenzó a leer una serie de libros recientemente publicados que pretendían identificar vínculos entre el nazismo y el ocultismo. En 1973, su libro El/Ella: Libro del amor mágico fue publicado. Después que Allende fue derrocado en un golpe de Estado de septiembre de 1973 y un régimen militar de derecha bajo Augusto Pinochet tomó el poder, Serrano regresó a Chile (cerca de los años 80), pero según el 15 días del golpe de Estado se entrevisto con todos los miembros de junta militar, en donde este les hizo una exposición sobre política internacional y les sugirió adoptar el socialismo prusiano desarrollado por Oswald Spengler. Sin embargo, también era crítico de las políticas neoliberales diseñadas por el economista estadounidense, Dr. Milton Friedman, al que insultó repetidas veces en sus escritos. En 1980, su libro Nos. También produjo un trío de libros que llegaron a ser conocidos como su «Trilogía de Hitler»: El Cordón Dorado: Hitlerismo Esotérico (1978), Adolf Hitler, El Ultimo Avatãra (1984) y Manú: "Por el hombre que vendra " (1991).
Se asociaba cada vez más con los viejos nazis alemanes que habían buscado refugio en Chile, así como con sus simpatizantes neonazis. 
En 1975, el vicerrector académico de la Universidad Técnica del Estado de Santiago, lo contrata para el ciclo de conferencias «El cordón dorado o el secreto de Ezra Pound» en la Facultad de la Educación, el que repetiría en la Universidad de Concepción, invitado por Hagen Gleisner Eversman, vicerrector de Extensión y Comunicaciones el mismo año. Escribe nuevas conferencias sobre Friedrich Nietzsche para la Universidad de Chile: «La verdad última de Nietzsche», «Misterio de Ariadna», «Tantrismo de Nietzsche» y «Nietzsche, el eterno retorno y el nihilismo contemporáneo». En 1978, también en la Universidad de Chile, dicta un ciclo de conferencias titulado «Nietzsche y Wagner» que era parte de sus Cursos de Verano: «La verdad última de Nietzsche», «Misterio de Ariadna» y «Tantrismo de Nietzsche». Ese mismo año otra conferencia en el auditorio del Instituto de Lenguas de la Universidad de Concepción, «Nietzsche, el eterno retorno y el nihilismo contemporáneo».
En mayo de 1984 asistió al funeral de Walter Rauff, un miembro de la Waffen SS, que había desempeñado un papel importante en la organización de las primeras etapas del Holocausto y que había huido a Chile después de la Segunda Guerra Mundial, y allí dio asilo a los nazis. En 1986 publicó un manifiesto político para el nazismo en el Cono Sur de Sudamérica. Comenzó a organizar celebraciones anuales del cumpleaños de Hitler en un retiro rural en Chile. Además de desempeñar un papel en la organización del movimiento neonazi chileno, Serrano mantuvo correspondencias con neonazis en otras partes del mundo, como el estadounidense Matt Koehl.
Serrano fue objeto de una extensa entrevista en la revista griega de extrema derecha TO ANTIΔOTO. Aquí, buscó atraer a un público más joven al contrastar su visión milenaria del nazismo con su percepción de la corrupción del liberalismo moderno. También fue objeto de un artículo en The Flaming Sword, una revista publicada por Black Order, un grupo satanista neonazi establecido por el neozelandés Kerry Bolton. Bolton también había escrito su propio estudio del Hitlerismo esotérico de Serrano. A pesar del interés que los satanistas nazis tomaron en el trabajo de Serrano, él criticó los intentos de combinar el satanismo con el nazismo, y en 2001 declaró que los individuos que lo hicieron "solo dañarán nuestra lucha sagrada con toda esa impertinencia californiana, como es el satanismo". Agregó que «muchos satanistas no saben que están manipulados, psicotrónicamente, de hecho, hipnotizados, cuando no están infiltrados por la CIA, el Mossad y otras organizaciones secretas de este tipo».
En 1989 es cancelada una de sus charlas en la Universidad Complutense de Madrid por el bloqueo que le impuso el gobierno español. Ese mismo año la dictó en la Facultad de Filosofía de la Universidad Metropolitana de Ciencias de la Educación.
A principios de la década de 1990, las ideas hitlerianas esotéricas de Serrano se estaban difundiendo entre los paganos modernos, ganando una popularidad particular entre los miembros de extrema derecha de la religión pagana de Heathenry en los Estados Unidos. El grupo estadounidense Heathen Katja Lane del grupo Wotansvolk se aseguró los derechos para publicar traducciones en inglés de la obra de Serrano, y Wotansvolk se convirtió en el principal promotor de los escritos de Serrano en el mundo anglófono a través de su 14 Word Press. Uno de los prominentes paganos de la extrema derecha en los que influyeron las ideas de Serrano fue Jost Turner. Otro ocultista estadounidense para citar una influencia de las ideas de Serrano fue Michael Moynihan, quien también mencionó haber sido influenciado por Evola, Muammar Gaddafi, Mijaíl Bakunin y James Mason.
Serrano tuvo tres hijos con esta primera esposa.

### Últimos años
En 1994, al morir León Degrelle, Serrano, que era uno de sus amigos más cercanos, escribió un libro dedicado a él, Nuestro Honor Se Llama Lealtad, en referencia al lema de las Waffen SS de las que Degrelle formó parte.
En sus últimos años de vida se mantuvo alejado de los medios y la actividad política, y aunque aún sin dejar de creer en la "bondades" del nazismo, no tenía interés en el futuro de esta doctrina. En el año 1998 declaró a la Revista Ercilla:

¡Pero si los nacionalsocialistas están muertos! Yo mismo soy una reliquia de aquellos años. Y ¿que vamos a hacer, establecer hoy en día un nacionalsocialismo en el mundo, con quién, en qué momento y para qué? Esto es un absurdo.
Serrano, Revista Ercilla (1998).

### Muerte
Serrano murió el 28 de febrero de 2009 luego de sufrir un derrame cerebral en su departamento en el sector del cerro Santa Lucía de la capital, Santiago.
A su funeral en el Cementerio General asistieron gran cantidad de adherentes al nacionalsocialismo y parte de la clase alta chilena, a la que Serrano pertenecía y fue llevado a cabo el 3 de marzo. Entre los asistentes al funeral destacaban Carlos Cardoen, Julita Astaburuaga, Mary Rose Mc-Gill, Cristián Warnken, el director de cine Sebastián Araya (su nieto) y su esposa la actriz Tamara Acosta, Santiago Elordi, Antonio Gil y el historiador Erwin Robertson. Cabe destacar en su funeral contó con una simbología nazi junto con plegarias a dioses nórdicos y mapuches, las cuales fueron dirigidas por Vladimir Ferrada Grandón.

## Contenido de su obra
Las ideas de Serrano suelen ser consideradas como las de un lunático que gusta ir y venir entre ideologías extremistas. Hay quienes dicen que su militancia nazi es una extensión de su obra literaria, mientras que sus cercanos afirman que Miguel Serrano "vivía en un mundo de fantasía". En cualquier caso, sus libros han sido tomados como la vertiente religiosa-esotérica del neonazismo.

### Obra doctrinal nazi y esotérica
Pese a que la doctrina del Movimiento Nacional-Socialista de Chile (al que apoyó en su juventud) ignoraba o soslayaba la política racista del Partido Nacionalsocialista Obrero Alemán, Serrano fue abiertamente supremacista blanco y, más específicamente, nordicista. Influenciado -en parte- por las teorías de Nicolás Palacios, creía que la conquista de Chile había sido llevada a cabo por españoles de sangre eminentemente visigótica, mientras que la del resto de América era "árabe y semítica".
Contrario a lo que pudiera pensarse, no era un "nacionalista" en el sentido en que se usó en la tradición chilena (Partido Nacionalista-MNS-MNCh-PAL-MRNS). Serrano tampoco creía en la "Raza chilena" (1904) de la que habló Nicolás Palacios, puesto que, en sus palabras "[La] raza chilena no existe, no existirá nunca. Aquel especial espíritu y el aislamiento geográfico nos han dado la ilusión de una raza. Lo que aquí hubo es un «mestizaje parejo». Pero un mestizaje jamás producirá una raza, por homogéneo que sea en algunos estratos de la población".
Dijo ser, al igual que Arthur de Gobineau, un pesimista, con una visión apocalíptica del mundo, agregando que Chile, producto de la gran cantidad de mestizos que lo componen, comenzaba gradualmente a convertirse en "un país enemigo" de quienes defienden la existencia de la "raza blanca".

La posibilidad de recuperar la raza siempre existe, hasta un determinado punto de su caída, por medio del esfuerzo para una mezcla consciente de los semiblancos con los más blancos, en un sentido regresivo, por así decir, espiritual. Pero esto va en contra de la corriente de los tiempos actuales (Kaliyuga) y de los propagandistas religiosos y políticos de la mezcla a escala planetaria. De ahí entonces que, cada vez más, Chile devenga etnológicamente un país enemigo de los que aún siguen luchando por el cumplimiento de una misión superior, en esta región mágica del planeta.
Miguel Serrano, Ciclo racial chileno, 1986.

Tomando como base las investigaciones de Jacques de Mahieu, Serrano creía que América había sido dominada por razas nórdicas, cuyo asentamiento habría existido varios siglos antes de la llegada los españoles. Siendo una minoría dominante, su raza habría desaparecido, dejando en el continente sólo vestigios de una civilización "espiritualmente aria", pero incapaz de resurgir dada la falta del elemento racial-biológico europeo. Aun cuando Serrano intentó romantizar la figura del "indio araucano" en contraposición al resto de nativos americanos, para el escritor, los mejores años de Chile fueron su época colonial y posterior república conservadora, en que el elemento blanco dominó con un "gobierno impersonal, sobrio, honesto, de los hombres probos y pobres, que no llegan a enriquecerse con la política, empobreciéndose más aún". Para él, la república conservadora instaurada por Diego Portales fue exitosa en tanto fue dirigida por el "elemento gótico" de Chile. Posterior a la revolución liberal de 1891, Serrano acusa un pronunciado mestizaje y aumento de la natalidad mestiza, situación que sería el origen de los problemas de la nación, y que culmina -en su visión- con Salvador Allende Gossens, cuyo triunfo implicaría que "son el indio-mongólico y el negro cubano, más el judío, los que se establecen en el poder. Así toda nuestra brevísima historia, de unos pocos siglos, pareciera ir llegando a su fin, con escasas e insignificantes realizaciones, como esa guerra del Pacífico, cuya victoria es anulada con otras entregas y un buen número de esperanzas frustradas, de grandes oportunidades perdidas".
En su libro "Nacionalsocialismo: única solución para los Pueblos de América del Sur" (1986), escribió que toda civilización en América fue producto del "hombre blanco", puesto que esta sería la única "raza auténtica". Para Serrano:

(...) no existe civilización que no haya sido producto del hombre blanco (...) es la raza autentica, la única; siendo los negros, amarillos y rojos, sólo un producto de la tierra, animales-hombres, esclavos-robots, fabricados en la Atlántida.
Miguel Serrano, Nacionalsocialismo, única solución para los países de América del Sur, 1986.

(...) estamos rodeados de peligros mortales. Al norte, la "axila" racial de Perú y Bolivia, donde se juntan los negros, con los chinos y mestizos de blancos; al oriente, cada vez más cercano por el comercio, el subcontinente afromulato del Brasil. Sólo con Argentina y Uruguay, quizás Paraguay, podríamos y deberíamos integrarnos siempre que en el Cono Sur se llegue a aplicar una política racista, eugenésica, aristogenésica, en beneficio del elemento blanco.
Miguel Serrano, Adolf Hitler, el último avatãra, 1984.

Pese a que el supremacismo blanco en la obra de Miguel Serrano es evidente, el filósofo Eduardo Carrasco hace notar que la gran mayoría de los admiradores de Serrano en Chile provienen de sectores marginales: jóvenes morenos y cuya influencia indígena es más evidente que en cualquier otro sector de la sociedad. El periodista Carlos Basso también ha hecho notar que sus seguidores, lejos de ser criollos blancos como el escritor, más bien pertenecen a "sectores poblacionales", generalmente compuestos de jóvenes y adultos mestizos o indígenas.
Una de las teorías de Miguel Serrano es la del «origen extraterrestre de la raza aria».
Miguel Serrano conoció en persona al laureado historiador chileno Francisco Antonio Encina, cuyas teorías raciales consideró más adecuadas que las Nicolás Palacios.

### Obra narrativa
Perteneció a la "generación del 38", un movimiento artístico-literario chileno que intentaba retratar en sus obras la decadencia social de la época. 
La obra literaria de Miguel Serrano, con proyección internacional y traducida a más de 10 idiomas, es difícilmente separable de su nazismo, no porque "el nazismo impregne sus narraciones", sino porque no sabe con certeza hasta que punto su nazismo y su literatura son parte "una misma obra", siendo él, al parecer, un personaje más de esta. El propio Serrano confesaría:

Sé que mi adhesión al nazismo me ha cerrado puertas. Yo lo sabía, pero si cortara eso, me estaría mutilando a mí mismo, porque no hay ninguna dicotomía entre mi obra, la que dicen puramente literaria, y mi manera de pensar.
Miguel Serrano Fernández

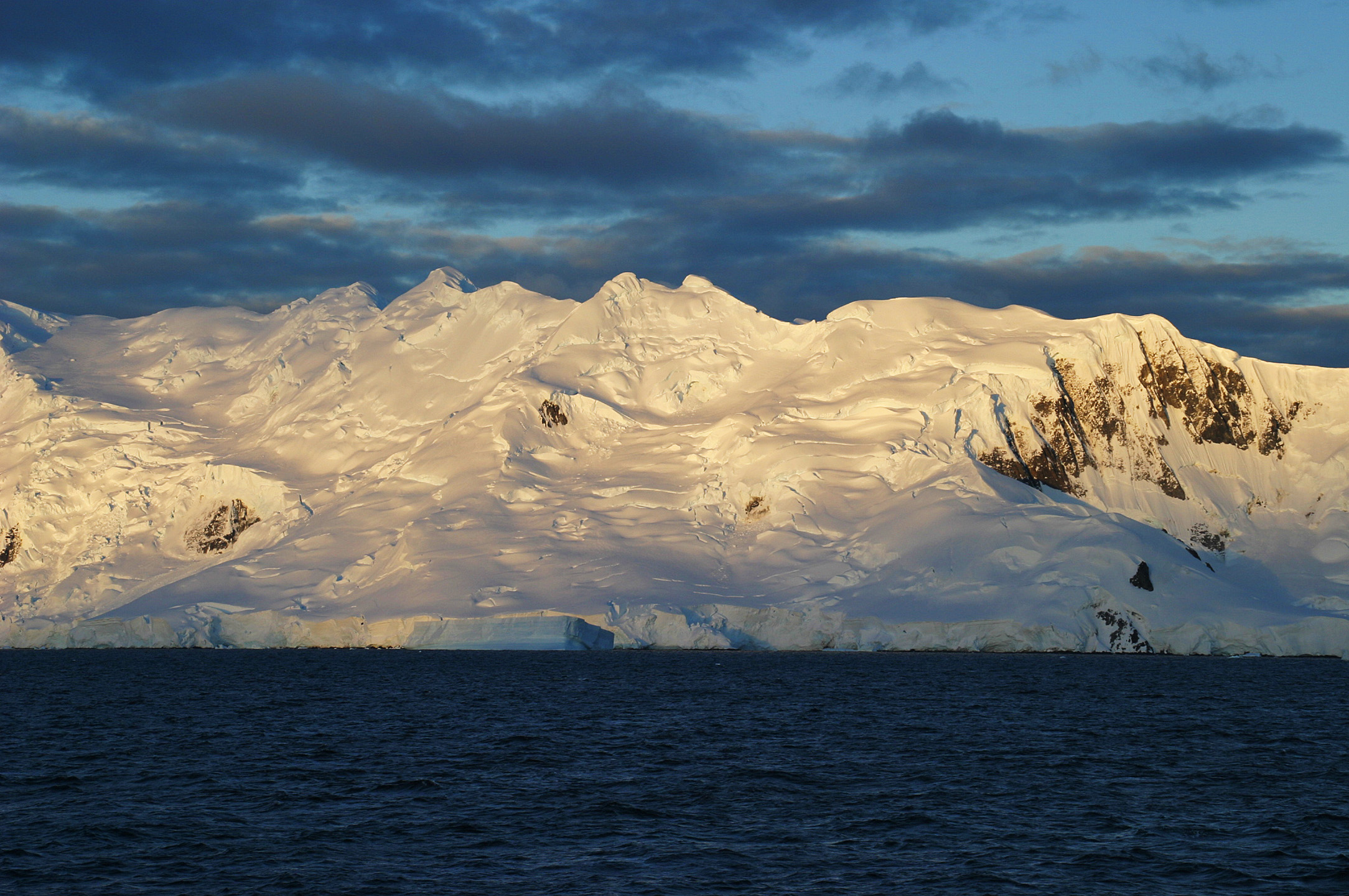
La Antártica Chilena, protagonista de las obras Quien llama en los hielos (1957) y Antártica y otros mitos (1948).

Para Natalia Figueroa, académica de la Universidad del Desarrollo, la obra de Miguel Serrano es un hito nacional e internacional en la literatura "pues no presenta, según ha sido la constante desde mediados del siglo XX, una mitología degradada de Chile, sino que reconociendo lo fragmentario de la realidad, opone un relato que apela a lo religioso y le atribuye a esto un carácter de necesariedad."
En reiteradas ocasiones se declaró heredero de los ideales de la "generación del centenario", un grupo de importantes intelectuales nacionalistas que en vísperas del centenario producen una cantidad considerable de influyentes ensayos. Influenciados por el romanticismo alemán, estos pensadores mistificaron e idealizaron hechos históricos ligados a la conformación del "espíritu nacional", siendo predominante el "carácter bélico" del chileno (definido por su constante guerra contra el araucano, el imperio, la subversión interna y por sobre todo, la Guerra del Pacífico).
Así pues, la obra literaria de Serrano, repleta de mitos y anacronismos que unen el presente a la conquista, suele toparse con la búsqueda de la mítica Ciudad de los Césares, la guerra y la existencia eminentemente trágica del chileno.

El chileno reencuentra su alma en medio de los temblores, de la tempestad o de la guerra, y entonces, se unifica, se ama y descubre la fe en el destino.
Miguel Serrano, Quien llama en los hielos, 1957.

El paisaje es otro tema recurrente en sus cuentos y novelas. A menudo ligado al alma de los pueblos, como si este moldeara sus respectivos mitos y su sabiduría en un lenguaje que trasciende el escrito. Los "pueblos" y "razas" estarían durmiendo en sus montañas y bosques (que a menudo describe como gigantes), y despiertan cuando el hombre logra una auténtica compenetración con la tierra, devolviendo así "la vieja memoria de sus primeros dioses".
Serrano denominó esto como "nacionalismo-telúrico", algo que está en el paisaje y "se mete en la sangre de nosotros mismos".

El clima psicológico que envuelve a Chile es denso y trágico. Una fuerza irresistible tira hacia el abismo e impide que ningún valor superior se destaque, ayudado por el ambiente. […] Todo aspira a nivelarse en la miseria moral y en la derrota, ascendiendo hacia abajo, si se pudiera decir. De las mentes de los hombres fluye la angustia y el odio por lo bello y lo fuerte.
Miguel Serrano, Ni por mar ni por tierra, p. 147

## Recepción de su obra literaria

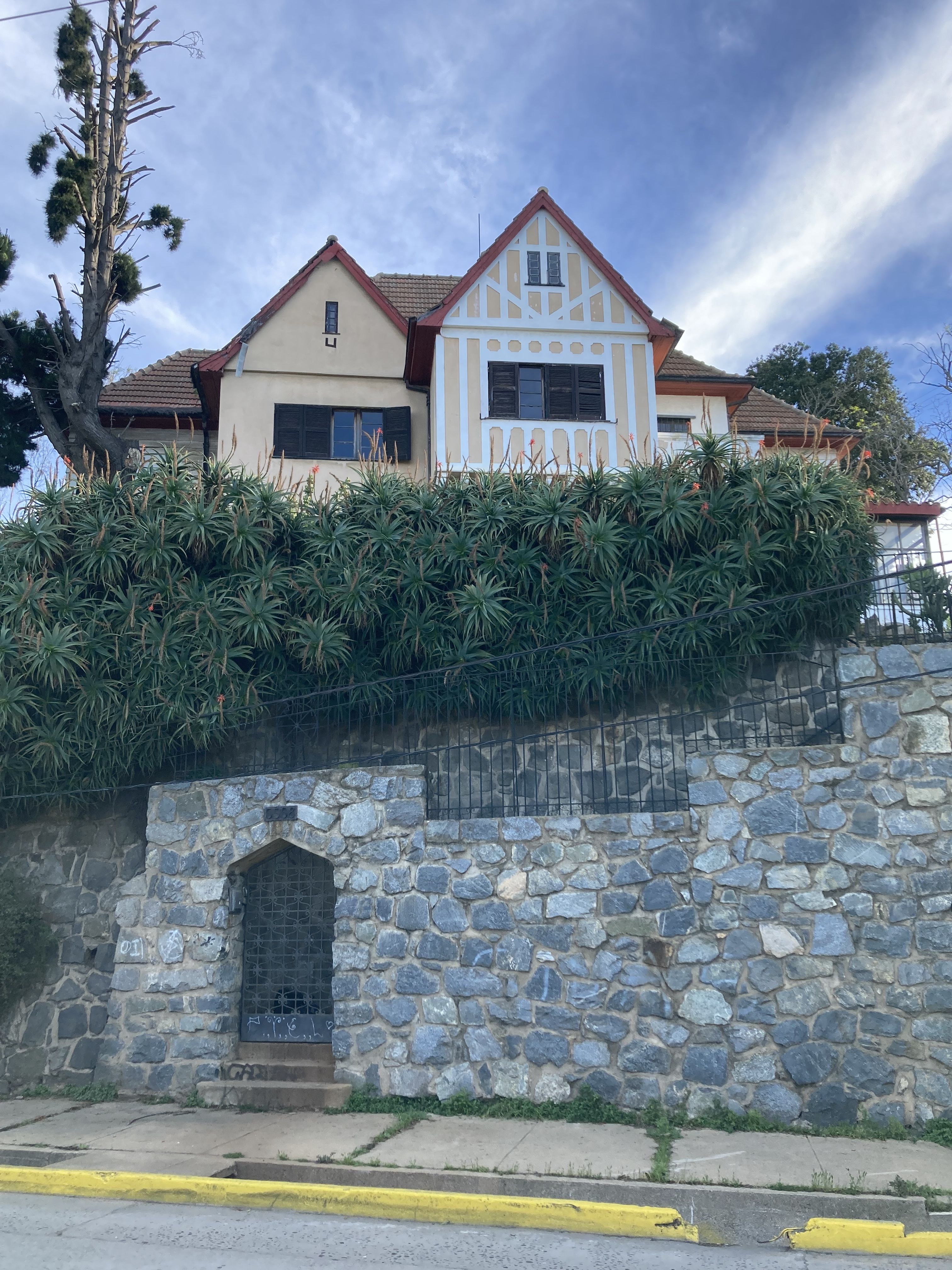
Casa de Miguel Serrano en Valparaíso

Para el profesor de literatura Cristián Warnken, "no hay ni habrá otro Miguel Serrano. Tal vez en otra galaxia, u otro mundo paralelo, como esos por los cuales él tenía particular devoción. Es la flor literaria más extraña e inclasificable de la historia literaria del Chile del siglo XX".
Carl Gustav Jung introduce La visitas de la Reina de Saba como "un libro extraordinario. Como un sueño dentro de otros sueños (...) lo menos semejante a los productos espontáneos del inconsciente a que me encuentro acostumbrado, aunque conocidas figuras arquetípicas sean claramente discernibles". Años después, Serrano diría que este corto texto dejaría entrever por primera vez que los arquetipos junguianos no serían un producto del inconsciente, sino más bien, de una supra-consciencia, esto es, "los dioses de la antigüedad".
El filósofo Eduardo Carrasco Pirard afirma que su obra no tendría interés literario de no ser por sus declaraciones escandalosas; mientras que para el filósofo Hugo Eduardo Herrera, Serrano fue uno de "los espíritus mas sensibles del país".
Su amigo Gonzalo Rojas dijo sobre él: "era un niño bien: primo de Vicente Huidobro. Son pitucos del Santiago clásico. Yo lo conocí entonces y me maravilló siempre Miguel, por lo inteligente y lo práctico, y lo fino y lo mundano, en ese sentido bello de la mundanidad. En un mundo agobiado de chilenos desbanucados, estos cabros eran radiantes."
Para el escritor Francisco Ortega "Serrano es lo más parecido a un J. R. R. Tolkien o a un H. P. Lovecraft que ha dado la narrativa chilena". Rafael Gumucio señala: "Es un autor interesante, por momentos muy distinto a la literatura chilena. Pero creo que es inseparable su nazismo de su obra. Creo que su postura es una enfermedad moral y no estética".
El Premio Nacional de Literatura Armando Uribe, al recibir dicho galardón, dijo que pensó, en un primer momento, en Miguel Serrano como el ganador. El crítico literario Juan Manuel Vial Sanfuentes dijo haber sido "cercado y sentenciado por cuatro beatos de la izquierda recalcitrante" al manifestar su admiración por la obra del escritor, y que, "es por esa extendida mediocridad de secta que Miguel Serrano nunca recibirá el Premio Nacional de Literatura." Por su parte, Diamela Eltit criticó duramente a quienes intentaban separar la obra de la vida personal de Miguel Serrano. Para la escritora, "sujetos letrados como Miguel Serrano sirven como referentes o como sustentos –es un decir– conceptuales para estas prácticas destructivas que actúan materialmente desde la paliza a ciudadanos y migrantes indefensos. El patrimonio de la exclusión ha sido un territorio de la derecha: racismo, machismo, nacionalismo, homofobia, pechoñería, entre otros factores (...) Me parece que el medio artístico cultural debe dejar de alabar el fascismo de sus (mediocres) escritores de clase alta".
El Premio Nacional de Periodismo Tito Mundt lo describió como "inteligente, rápido, valiente, decidido, buen escritor", quien "en sus libros, en sus ensayos y novelas, lleva amarrado Chile al alma con unas ligaduras que no se rompen al tomar los barcos y montar en los aviones. Y Chile puede estar seguro de que, esté donde esté, sigue en Chile galopando por algún camino polvoriento que se va a perder en un vericueto de la cordillera".
En 1964 ganó el Premio Municipal de Literatura de Santiago por su obra La serpiente del paraíso.

## Vida personal

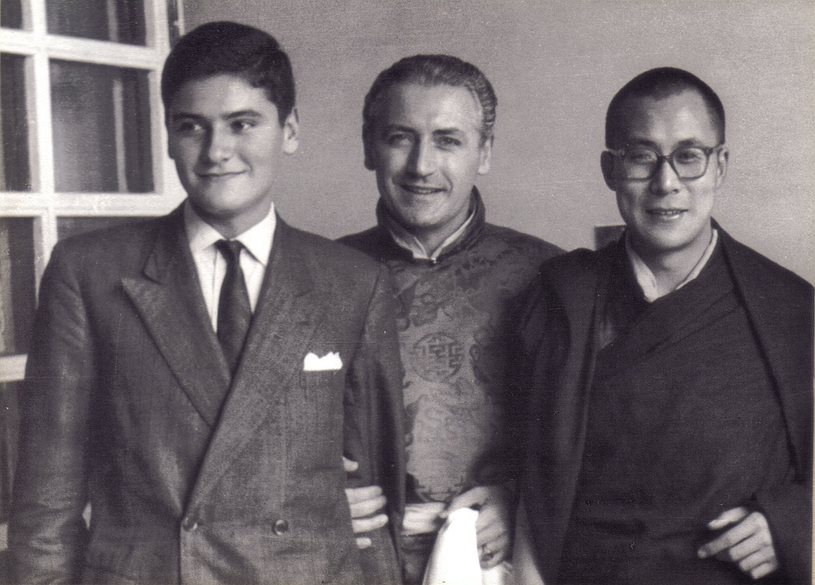
Miguel junto a su primer hijo José Miguel Serrano Rosselot y el Dalái lama.

A la edad de 25 años, Serrano se casó con Carmen Rosselot Bordeau el 11 de septiembre de 1942 en Santiago.
En 1943 nació su primer hijo José Miguel Serrano Rosselot y escribe como periodista para el periódico La Tercera. En 1944 nació su hija Carmen. En 1948 nace su tercer hijo, un hijo, Cristián Álvaro Serrano Rosselot.
En 1951 conoció a Irene Klatt Getta en Santiago, quien desempeñó un papel fundamental en su vida y a quien dedica gran parte de su trabajo. Falleció en 1952. De ella dijo, "Desde ese día destruí todo, cualquier posibilidad de otro amor igual, incluso mi propio matrimonio. Nunca he podido amar a alguien así otra vez. Sólo amaba a Irene".
En 1985 murió Carmen Rosselot Bordeau.
Según Andrea Sierra del periódico chileno El Mercurio, Rosario Duarte fue su primera esposa. Sierra no menciona a Carmen Rosselot Bordeau, mientras que el sitio web oficial de Serrano no menciona a Rosario Duarte, solo un matrimonio con Carmen Rosselot Bordeau y luego un segundo a María Isabel Pérez Quintela.
En el 2000, Serrano se casó con su segunda esposa, María Isabel Pérez Quintela (también conocida como Sabela P. Quintela, ahora su ejecutora literaria) en Valparaíso. Después de su muerte, Quintela heredó dos apartamentos de Serrano. Sabela conoció a Serrano en España en 1989. Sabela vino a vivir a Chile en 1994 y en esos años compartió en la casa de Valparaíso ubicada en la Avenida Alemania 5558.
Su nieto Miguel Serrano Spaltman fue precandidato presidencial el año 2013.

## Obras
| Año                                 | Libro | Editor, ISBN | Notas |
| ----------------------------------- | --- | --- | --- |
| 1938                                | Antología del verdadero cuento en Chile | Santiago de Chile, Talleres «Gutenberg». | Selección, prólogo, y notas por Serrano. Relatos de Pedro Carrillo, Braulio Arenas, Adrián Jiménez, Juan Tejeda, Eduardo Anguita, Teófilo Cid, Juan Emar, Carlos Droguett, Anuar Atías, Miguel Serrano y Héctor Barreto. |
| 1939                                | Un discurso de América del Sur | | |
| 1941                                | La época más oscura | | |
| 1948                                | La Antártica y otros mitos | Santiago de Chile | |
| 1950                                | Ni por mar, ni por tierra... (historia de una generación) [Neither by land nor by sea]                                                                             | Santiago de Chile: Editorial Nascimento | |
| 1952                                | Prólogo a Del mundo interior por Roberto Otaegui (Cuentos). | Santiago de Chile: Editorial Nascimento | |
| 1957                                | Quién llama en los hielos [Invitation to the Icefields] | Santiago, Chile, Nascimento; Barcelona: Editorial Planeta, [1974] ISBN 84-320-5292-2 | |
| 1960                                | Los misterios | | |
| 1960                                | Las visitas de la Reina de Saba. Traducido como The Visits of the Queen of Sheba, prólogo de C. G. Jung                                                            | [Santiago de Chile] Nascimento; Bombay, New York: Asia Pub. House; New York: Harper & Row [1973, c1972], ISBN 0-06-090315-5; London, Boston: Routledge and K. Paul [1972], 2nd ed., ISBN 0-7100-7341-0 & ISBN 0-7100-7399-2 (pbk.) | |
| 1963                                | La serpiente del Paraíso. Traducido como The Serpent of Paradise: The Story of an Indian Pilgrimage                                                                | Santiago, Chile, Nascimento; London: Rider [1963]; New York: Harper & Row [1st American ed., 1972] ISBN 0-06-090284-1; London: Routledge and Kegan Paul [Revised ed., 1974], ISBN 0-7100-7784-X & ISBN 0-7100-7785-8               | Premio Municipal de Literatura de Santiago 1964, categoría ensayo |
| 1965                                | El círculo hermético, de Hesse a Jung. Traducido como C.G. Jung and Hermann Hesse: A Record of Two Friendships, y como Jung and Hesse: A Record of Two Friendships | Santiago: Editorial Zig-Zag; New York: Schocken Books [1966]; London: Routledge & K. Paul [1966]; ISBN 0-8052-0858-5 | |
| 1969                                | La flor inexistente, The Ultimate Flower | New York: Schocken Books [1970, c1969]; London: Routledge & K. Paul [1969], ISBN 0-7100-6620-1 & ISBN 0-06-090285-X | |
| 1972 en inglés, 1973 en castellano. | Elella. Libro del amor mágico, Elella: Book of Magic Love, | New York: Harper & Row, ISBN 0-06-013829-7; ISBN 0-7100-7762-9 | |
| 1974                                | Nietzsche y el eterno retorno | | |
| 1974                                | Trilogía de la búsqueda del mundo exterior | Santiago, Chile: Editorial Nascimento | Antología de Ni por mar, ni por tierra, Quién llama en los hielos y La serpiente del paraíso. |
| 1974                                | El Cordón Dorado: hitlerismo esotérico [The Golden Thread: Esoteric Hitlerism]                                                                                     | | Primera parte de su trilogía sobre Hitler |
| 1980                                | Nos, libro de la resurrección. Traducido como Nos, Book of the Resurrection                                                                                        | Buenos Aires: Editorial Kier; London, Boston: Routledge & K. Paul [1984], ISBN 0-7100-9828-6 | |
| 1980                                | Nietzsche y la danza de Siva | | |
| 1981                                | Los protocolos de los Sabios de Sion y su aplicación en Chile | | |
| 1982                                | El ciclo racial chileno | | |
| 1984                                | Adolf Hitler, el último avatãra [Adolf Hitler, the Last Avatar] | Santiago, Chile: Ediciones La Nueva Edad | Segunda parte de su trilogía sobre Hitler. |
| 1986                                | Nacionalsocialismo, única solución para los países de América del Sur                                                                                              | Santiago: Alfabeta; Bogotá: Editorial Solar, 2nd ed. [1987] | |
| 1986                                | La resurrección del héroe. Año 97 de la era hitleriana | Santiago: Alfabeta Impresores | |
| 1987                                | Contra la usura, por Gottfried Feder; Serrano [contribuidor]. | Santiago, Chile: Alfabeta Impr. | Traducción española de Manifest zur Brechung der Zinsknechtschaft des Geldes |
| 1987                                | El Plan Andinia. Estrategia sionista para apoderarse de la Patagonia argentina y chilena                                                                           | | |
| 1987                                | Prólogo a Raza chilena por Nicolás Palacios. | Colchagua: Ediciones Colchagua | |
| 1989                                | Informe Leuchter. Fin de una mentira. Cámaras de gas: holocausto judío                                                                                             | | |
| 1991                                | Manú, «por el hombre que vendrá» | | Tercera parte de su trilogía sobre Hitler |
| 1991                                | El nuevo orden transnacional y la Patagonia | | |
| 1992                                | No celebraremos la muerte de los dioses blancos | | |
| 1992                                | Defendamos nuestra Patagonia | | |
| 1993                                | Los ovnis de Hitler contra el nuevo orden mundial | | |
| 1994                                | Mi lucha de Adolf Hitler (primera edición completa en castellano)                                                                                                  | | |
| 1994                                | Nuestro honor se llama lealtad | | |
| 1994                                | Conspiración mundialista y traición a Chile | | |
| 1994                                | Conspiración mundialista II. Laguna del desierto y nafta (separata)                                                                                                | | |
| 1995                                | Epistolario para impedir el fin de Chile | | |
| 1996                                | Imitación de la verdad. La ciberpolitica. Internet, realidad virtual, telepresencia                                                                                | Santiago: Author | |
| 1996                                | Memorias de Él y Yo vol. I, Aparición del «Yo»–alejamiento de «Él»                                                                                                 | Santiago: La Nueva Edad | Autobiografía |
| 1997                                | Memorias de Él y Yo vol. II, Adolf Hitler y la Gran Guerra | Santiago: La Nueva Edad | Autobiografía |
| 1998                                | Memorias de Él y Yo vol. III, Misión en los Transhimalaya | Santiago: La Nueva Edad | Autobiografía |
| 1999                                | Memorias de Él y Yo vol. IV, El regreso | Santiago: La Nueva Edad | Autobiografía |
| 2000                                | Prólogo a Temple of Wotan: Holy Book of the Aryan Tribes por Ron McVan                                                                                             | 14 Word Press, ISBN 0-9678123-3-X | |
| 2001                                | Se acabó Chile. La estrella de Israel reemplaza a la estrella de Chile                                                                                             | | |
| 2003                                | El hijo del viudo | | |
| 2003                                | La entrega de la Patagonia mágica | | |
| 2005                                | Hipocresía. La tortura en Chile | | |
| 2005                                | Maya. La realidad es una ilusión | | |
| 2005                                | CXVI Años del nacimiento de Adolf Hitler | | |